# Daniel Rouach
Daniel Rouach, né à Meknès (Maroc), de nationalités française et israélienne, est un professeur universitaire et auteur de livres économiques, notamment sur la veille technologique.
Il est professeur à ESCP (Département Stratégie, Hommes et Organisation du campus de Paris), enseignant à l'université de Tel Aviv et au Technion à Tel Aviv, Président d'honneur de la Chambre de Commerce & d'Industrie Israel-France (CCIIF Tel-Aviv) et consultant en transfert de technologie et intelligence économique.
Il est nommé au grade de chevalier de l'ordre national du Mérite le 15 janvier 2025.

## Biographie
Daniel Rouach est directeur du GTI Lab, créé en 1997, qui se consacre principalement à trois grands domaines : le management des transferts de technologie, l'intelligence économique et l'innovation technologique. Ses membres soutiennent des projets en recherche et en conseil. Ils développent des études de cas, organisent des programmes d'entrainement, des ateliers et des conférences. Toutes ces activités sont menées dans une optique de développement international.
Administrateur puis président de la Chambre de Commerce France Israël et président de la CCIIF, Daniel Rouach anime Israel Start-up, une émission quotidienne sur l'économie et l'industrie israélienne sur Radio Shalom. Il est également le rédacteur en chef du site d'information Israël Valley.
Daniel Rouach est le vice-président-fondateur de la Chambre de commerce Israël-Maroc (CCIM) née officiellement en juillet 2021,.

## Titres
- Doctorat en sciences de gestion, Université de Lyon III
- MBA International Business Management, York University Toronto'', Canada
- MBA CESMA Marketing], Groupe EM Lyon
- Master de sciences économiques de l'Université des sciences sociales de Grenoble